# 水茄
水茄又名万桃花水茄、天茄子（貴州）、苦子（雲南，但這名稱也指紅茄）或其他名稱，为茄科茄属下的一个种，原生于中美洲加勒比地区，被引入到世界各地的热带地区。果實可以入菜。

## 分类
本种被归类于茄亚属水茄之中。受承认的变种有两个，即：
- 普通水茄 Solanum torvum var. torvum
- 裂叶水茄 Solanum torvum var. daturifolium

## 分布
本种原生于中美洲加勒比及其周边地区，分布区域包括伯利兹、哥斯达黎加、巴拿马、巴哈马群岛、墨西哥、厄瓜多尔、危地马拉、洪都拉斯、哥伦比亚、圭亚那、法属圭亚那、巴西、秘鲁乃至美国等。
此外，本种随人类移植而在非洲、亚洲、澳洲乃至大洋洲的热带区域归化，包括马达加斯加、华南等地都有引入种群。

## 食用
未熟的綠色果實外觀類似碗豆，可以煮熟食用，帶有苦味。常見的用法是煮在某種醬料中，例如在原產地加勒比海常和洋葱、甜椒等材類燉煮配魚吃，在泰國常會加進咖哩，在雲南則和煮熟後和香草一起舂成醬。